# Marin Ljubičić (futbolista nacido en 1988)
Marin Ljubičić (Metković, 15 de junio de 1988) es un futbolista croata que juega de centrocampista en el ONK Metković.

## Trayectoria
Fichó por el Slovan Bratislava en agosto de 2018 procedente del DAC Dunajská Streda.

## Clubes
| Club                    | País       | Año       |
| ----------------------- | ---------- | --------- |
| H. N. K. Hajduk Split   | Croacia    | 2006-2008 |
| N. K. Zadar             | Croacia    | 2008-2010 |
| H. N. K. Hajduk Split   | Croacia    | 2010-2011 |
| Tavriya Simferopol      | Ucrania    | 2011-2014 |
| Puskás Akadémia F. C.   | Hungría    | 2014-2015 |
| DAC Dunajská Streda     | Eslovaquia | 2015-2018 |
| Š. K. Slovan Bratislava | Eslovaquia | 2018-2020 |
| F. K. Senica            | Eslovaquia | 2021      |
| Š. K. F. Sereď          | Eslovaquia | 2021-2022 |
| N. K. Dugopolje         | Croacia    | 2022-2024 |
| ONK Metković            | Croacia    | 2024-     |

## Palmarés

### Títulos nacionales
| Título                  | Club                    | País       | Año  |
| ----------------------- | ----------------------- | ---------- | ---- |
| Copa de Croacia         | H. N. K. Hajduk Split   | Croacia    | 2010 |
| Superliga de Eslovaquia | Š. K. Slovan Bratislava | Eslovaquia | 2019 |
| Superliga de Eslovaquia | Š. K. Slovan Bratislava | Eslovaquia | 2020 |
| Copa de Eslovaquia      | Š. K. Slovan Bratislava | Eslovaquia | 2020 |